# Ontwerpwijzer fietsverkeer
De Ontwerpwijzer fietsverkeer is een uitgave van CROW met aanbevelingen voor de inrichting van fietsinfrastructuur. Dit betreft het ontwerp van fietspaden, kruisingen en andere weginfrastructuur om fietsen aantrekkelijk en veilig te maken. De eerste uitgave stamt uit de jaren 1970, anno 2024 is de editie van 2016 de meest recente. Met een prijs boven de honderd euro is hij bedoeld voor organisaties.
De uitgave, althans de editie 2006,  wordt grotendeels gefinancierd door het Fietsberaad, dat in 2001 is ingesteld door het Ministerie van Verkeer en Waterstaat.:2 Deze groep verkeerskundigen publiceert tevens de Beleidswijzer fietsverkeer, die de ontwerpwijzer aanvult met beleidsaspecten van fietsverkeer.:7Waar de ontwerpwijzer onderwerpen behandelt als de draaicirkel van fietsen, veilige trottoirranden en fietsverkeer dat kruist met uiteenlopende verkeersstromen, gaat de beleidswijzer in op fietsveiligheid, lokaal fietsbeleid en het fietsen naar reisdoelen zoals winkels.
De Ontwerpwijzer fietsverkeer heeft ook een Engelse editie, de CROW Design Manual for Bicycle Traffic. Het werk wordt wereldwijd beschouwd als referentiekader voor ontwerp van fietsinfra, al is hij in de Verenigde Staten maar gedeeltelijk bruikbaar door andere verkeerswetgeving.